# Paspalum pauciciliatum
Paspalum pauciciliatum là một loài thực vật có hoa trong họ Hòa thảo. Loài này được (Parodi) Herter mô tả khoa học đầu tiên năm 1940.